# Saturnino Osorio
Saturnino Baltazar Osorio Zapata (* 6. Januar 1945 in San Salvador; † 1980 in Mejicanos), auch bekannt unter seinem Spitznamen „Ninón“, war ein salvadorianischer Fußballspieler auf der Position eines Verteidigers. Er wurde 1980 unter nie geklärten Umständen von Mitgliedern des salvadorianischen Zivilschutzes erschossen.

## Leben
Osorio begann seine Laufbahn als Profispieler beim  Club Deportivo Águila, bei dem er zunächst von 1964 bis 1970 und später noch einmal in der Saison 1975/76 unter Vertrag stand. Dreimal gewann er mit dem Verein die salvadorianische Fußballmeisterschaft und ein weiteres Mal mit dem Club Deportivo Platense in der Saison 1974/75. Außerdem spielte Osorio in zwei Etappen für den Alianza FC, für den er zunächst Anfang der 1970er-Jahre spielte und bei dem er Ende der 1970er-Jahre seine aktive Laufbahn ausklingen ließ.
Für die salvadorianische Fußballnationalmannschaft kam Osorio in mindestens zwei Qualifikationsspielen zur Fußball-Weltmeisterschaft 1970 in Mexiko zum Einsatz und außerdem bestritt er bei diesem Turnier alle 3 Spiele der Salvadorianer.

## Erfolge
- Salvadorianischer Meister: 1964, 1968, 1975, 1976